# ATP Challenger Peking-2
Der ATP Challenger Peking (offiziell: Peking Challenger) war ein Tennisturnier, das zwischen 1989 und 2004 mit zwei Unterbrechungen jährlich in Peking, China, stattfand. Es gehörte zur ATP Challenger Tour und wurde im Freien auf Hartplatz gespielt.

## Liste der Sieger

### Einzel
| Jahr                         | Sieger           | Finalgegner        | Ergebnis      |
| ---------------------------- | ---------------- | ------------------ | ------------- |
| 2004                         | Justin Gimelstob | Alex Bogomolow     | 6:1, 6:3      |
| 1997–2003: nicht ausgetragen |                  |                    |               |
| 1996                         | Yoon Yong-il     | Xia Jiaping        | 6:4, 2:6, 6:1 |
| 1995                         | Dinu Pescariu    | João Cunha e Silva | 3:6, 6:2, 6:3 |
| 1990–1994: nicht ausgetragen |                  |                    |               |
| 1989                         | Kim Bong-soo     | Bruce Derlin       | 6:4, 6:2      |

### Doppel
| Jahr                         | Sieger                          | Finalgegner                     | Ergebnis |
| ---------------------------- | ------------------------------- | ------------------------------- | -------- |
| 2004                         | Ashley Fisher Tripp Phillips    | Justin Gimelstob Graydon Oliver | 7:5, 7:5 |
| 1997–2003: nicht ausgetragen |                                 |                                 |          |
| 1996                         | Mahesh Bhupathi Peter Tramacchi | Nir Welgreen Andrés Zingman     | 6:2, 6:3 |
| 1995                         | Ivan Baron João Cunha e Silva   | Laurence Tieleman Martin Zumpft | 6:4, 6:4 |
| 1990–1994: nicht ausgetragen |                                 |                                 |          |
| 1989                         | Zeeshan Ali Bruce Derlin        | Brian Devening Craig Johnson    | 6:4, 6:4 |